# Regierung de Tornaco
Die Regierung de Tornaco war von 26. September 1860 bis 3. Dezember 1867 die Regierung im Großherzogtum Luxemburg, die von Staatsminister Victor de Tornaco gebildet wurde. 
Die Wahl von 1857 hatte die liberale Opposition in der Ständeversammlung gestärkt, mit der Folge, dass das Regieren der Staatsstreichminister des Kabinetts Simons gegen die Parlamentsmehrheit immer schwieriger wurde. Eine kleine Meinungsverschiedenheit mit dem Souverän vorschiebend, hatte Simons am 26. September 1860 schließlich den Rücktritt seiner Regierung eingereicht. König-Großherzog Wilhelm III. erkannte an, dass ein Regieren gegen die Mehrheit nicht weiter erfolgversprechend sein würde und beauftragte den Abgeordneten der liberalen Opposition Victor de Tornaco mit der Regierungsbildung. 
Innenpolitisch begab sich de Tornaco auf einen Versöhnungskurs und hob eine Reihe restriktiver Verordnungen der Reaktionsära auf. Die Innenpolitik blieb dennoch weiterhin von Konflikten geprägt, die auf persönliche Animositäten zwischen den führenden Politikern zurückgingen und sich auch an Angelegenheiten von eher geringer Bedeutung entzündeten, wie der vormalige Finanzminister und spätere Staatsminister Emmanuel Servais zu berichten wusste. 
Auf wirtschaftlichem Gebiet war die Amtszeit der Regierung durch den weiteren Ausbau des Eisenbahnnetzes geprägt. So wurde 1861 die Strecke nach Wasserbillig und Trier eröffnet, gefolgt von der Nordbahn im Jahr 1862 nach Ettelbrück, die 1866 bis Gouvy in Belgien verlängert wurde. Das gab der Entwicklung der Eisen- und Stahlindustrie großen Auftrieb. Darüber hinaus profitierte Luxemburg durch seine Mitgliedschaft im Deutschen Zollverein in dieser Zeit von einer Liberalisierung des internationalen Handels durch Freihandelsabkommen Preußens mit Frankreich (1862) und Belgien (1863). 
Die Regierung musste sich in den 1860er Jahren allerdings mit einer schwierigen außenpolitischen Lage auseinandersetzen, die die Unabhängigkeit Luxemburgs gefährdete. Der Krieg zwischen Österreich und Preußen und ihren Verbündeten im Jahr 1866 führte zur Auflösung des Deutschen Bundes. Das Großherzogtum trat nicht dem Norddeutschen Bund bei und war damit nicht mehr in eine größere politische Einheit eingebunden. Gleichwohl blieb die preußische Garnison in Luxemburg vorerst weiter bestehen. Diese Situation löste im Jahr 1867 die Luxemburgkrise aus. Der französische Kaiser Napoleon III. forderte für seine Neutralität im Konflikt zwischen Preußen und Österreich und dem sich daraus ergebenden preußischen Machtzuwachs einen territorialen Ausgleich. Dazu schlug er König-Großherzog Wilhelm III. einen Handel vor, das Großherzogtum für 5 Millionen Goldfranken an Frankreich zu verkaufen. Missverständliche Signale Otto von Bismarcks und die vorläufige Zustimmung Wilhelms III. führten zu einer diplomatischen Krise, die Frankreich und Preußen an den Rand eines Krieges brachte. In einer internationalen Konferenz in London, konnte allerdings eine Lösung erreicht werden, die den Status Luxemburgs neu festlegte: Die Großmächte einigten sich darauf, dass der Kauf nicht stattfinden würde und der niederländische König weiterhin der Souverän bleiben sollte. Im Gegenzug musste Preußen seine Garnison in Luxemburg aufgeben und die Entscheidung über die Schleifung der Festung dem König-Großherzog überlassen. Das Großherzogtum wurde für neutral erklärt, was durch die Garantiemächte des ersten Londoner Vertrages, Frankreich, Großbritannien, Preußen, Österreich und Russland gewährleistet werden sollte. Die Regierung de Tornaco verhielt sich bei den Londoner Verhandlungen allerdings eher passiv. Die Einbußen der Ladenbesitzer der Stadt Luxemburg durch den Abzug der Garnison und zu befürchtende hohe Kosten für die Schleifung der Festung stellten die größten Bedenken der luxemburgischen Regierung dar. 
Die schwache Haltung der Regierung in den Londoner Verhandlungen erweckte in der luxemburgischen Öffentlichkeit den Eindruck, dass de Tornaco sich mit der Angliederung an Frankreich abgefunden hätte und sorgten für erhebliche Kritik an der Regierung. Anlass für ihren Sturz bot die nach dem Abkommen notwendige Neuorganisation der Armee, da die Verpflichtung zur Stellung eines Bundeskontingents im Rahmen des Deutschen Bundes nicht mehr bestand und die Neutralität des Landes eine Verringerung der Streitkräfte verlangte. Die Abgeordnetenkammer lehnte den entsprechenden Regierungsvorschlag allerdings ab, worauf de Tornaco mit seiner Regierung zurücktrat. Die demissionierenden Regierungsmitglieder schlugen den ehemaligen Finanzminister und Mitglied des Staatsrats Emmanuel Servais als Nachfolger vor, der sich in den Londoner Verhandlungen besonders hervorgetan hatte. 
Der Regierung de Tornaco gehörten folgende Kabinettsmitglieder an:

## Erste Regierung de Tornaco (26. September 1860 bis 9. September 1863)
| Amt                                                 | Amtsinhaber       | Beginn der Amtszeit | Ende der Amtszeit |
| --------------------------------------------------- | ----------------- | ------------------- | ----------------- |
| Staatsminister, Präsident der Regierung             | Victor de Tornaco | 26. September 1860  | 9. September 1863 |
| Auswärtige Angelegenheiten und öffentliche Arbeiten | Victor de Tornaco | 26. September 1860  | 9. September 1863 |
| Inneres und Justiz                                  | Michel Jonas      | 26. September 1860  | 9. September 1863 |
| Finanzen                                            | Jean Ulveling     | 26. September 1860  | 9. September 1863 |

## Zweite Regierung de Tornaco (9. September 1863 bis 31. März 1864)
| Amt                                                 | Amtsinhaber           | Beginn der Amtszeit | Ende der Amtszeit |
| --------------------------------------------------- | --------------------- | ------------------- | ----------------- |
| Staatsminister, Präsident der Regierung             | Victor de Tornaco     | 9. September 1863   | 31. März 1864     |
| Auswärtige Angelegenheiten und öffentliche Arbeiten | Victor de Tornaco     | 9. September 1863   | 31. März 1864     |
| Inneres und Justiz                                  | Bernard-Hubert Neuman | 9. September 1863   | 31. März 1864     |
| Finanzen                                            | Jean Ulveling         | 9. September 1863   | 31. März 1864     |

## Dritte Regierung de Tornaco (31. März 1864 bis 26. Januar 1866)
| Amt                                     | Amtsinhaber       | Beginn der Amtszeit | Ende der Amtszeit |
| --------------------------------------- | ----------------- | ------------------- | ----------------- |
| Staatsminister, Präsident der Regierung | Victor de Tornaco | 31. März 1864       | 26. Januar 1866   |
| Auswärtige Angelegenheiten              | Victor de Tornaco | 31. März 1864       | 26. Januar 1866   |
| Inneres und öffentliche Arbeiten        | Ernest Simons     | 31. März 1864       | 26. Januar 1866   |
| Justiz                                  | Henri Vannérus    | 31. März 1864       | 26. Januar 1866   |
| Finanzen                                | Jean Ulveling     | 31. März 1864       | 26. Januar 1866   |

## Vierte Regierung de Tornaco (26. Januar 1866 bis 3. Dezember 1866)
| Amt                                     | Amtsinhaber       | Beginn der Amtszeit | Ende der Amtszeit |
| --------------------------------------- | ----------------- | ------------------- | ----------------- |
| Staatsminister, Präsident der Regierung | Victor de Tornaco | 26. Januar 1866     | 3. Dezember 1866  |
| Auswärtige Angelegenheiten              | Victor de Tornaco | 26. Januar 1866     | 3. Dezember 1866  |
| Inneres                                 | Jean Ulveling     | 26. Januar 1866     | 3. Dezember 1866  |
| Justiz                                  | Henri Vannérus    | 26. Januar 1866     | 3. Dezember 1866  |
| Finanzen                                | Ernest Simons     | 26. Januar 1866     | 3. Dezember 1866  |

## Fünfte Regierung de Tornaco (3. Dezember 1866 bis 14. Dezember 1866)
| Amt                                     | Amtsinhaber         | Beginn der Amtszeit | Ende der Amtszeit |
| --------------------------------------- | ------------------- | ------------------- | ----------------- |
| Staatsminister, Präsident der Regierung | Victor de Tornaco   | 3. Dezember 1866    | 14. Dezember 1866 |
| Auswärtige Angelegenheiten              | Victor de Tornaco   | 3. Dezember 1866    | 14. Dezember 1866 |
| Inneres                                 | Jean Ulveling       | 3. Dezember 1866    | 14. Dezember 1866 |
| Justiz und Finanzen                     | Léon de la Fontaine | 3. Dezember 1866    | 14. Dezember 1866 |

## Sechste Regierung de Tornaco (14. Dezember 1866 bis 18. Juni 1867)
| Amt                                     | Amtsinhaber                 | Beginn der Amtszeit | Ende der Amtszeit |
| --------------------------------------- | --------------------------- | ------------------- | ----------------- |
| Staatsminister, Präsident der Regierung | Victor de Tornaco           | 14. Dezember 1866   | 18. Juni 1867     |
| Auswärtige Angelegenheiten              | Victor de Tornaco           | 14. Dezember 1866   | 18. Juni 1867     |
| Inneres                                 | Félix de Blochausen         | 14. Dezember 1866   | 18. Juni 1867     |
| Justiz                                  | Léon de la Fontaine         | 14. Dezember 1866   | 18. Juni 1867     |
| Finanzen                                | Alexandre de Colnet-d'Huart | 14. Dezember 1866   | 18. Juni 1867     |

## Siebte Regierung de Tornaco (18. Juni 1867 bis 3. Dezember 1867)1
| Amt                                     | Amtsinhaber                 | Beginn der Amtszeit | Ende der Amtszeit |
| --------------------------------------- | --------------------------- | ------------------- | ----------------- |
| Staatsminister, Präsident der Regierung | Victor de Tornaco           | 18. Juni 1867       | 3. Dezember 1867  |
| Auswärtige Angelegenheiten              | Victor de Tornaco           | 18. Juni 1867       | 3. Dezember 1867  |
| Inneres                                 | Félix de Blochausen         | 18. Juni 1867       | 3. Dezember 1867  |
| Finanzen                                | Alexandre de Colnet-d'Huart | 18. Juni 1867       | 3. Dezember 1867  |

Fußnoten
1Die Aufgaben der Generaldirektion Justiz wurden vorübergehend den anderen Abteilungen zugewiesen.